# Morlaix (película)
Morlaix es una película franco-española de drama de 2025, coproducida y dirigida por Jaime Rosales, quien coescribió el guion junto a Samuel Doux, Fanny Burdino y Delphine Gleize. Está protagonizada por Aminthe Audiard, Samiel Kircher, Mélanie Thierry y Àlex Brendemühl. Se estrenó en el Festival Internacional de Cine de Róterdam el 31 de enero de 2025, y luego se estrenó en cines españoles el 14 de marzo de 2025, con distribución de A Contracorriente Films.

## Reparto
- Aminthe Audiard
- Samiel Kircher
- Mélanie Thierry
- Àlex Brendemühl

## Producción
En septiembre de 2023, se anunció que Jaime Rosales estaba desarrollando su octava película, Morlaix, la cual estaría ambientada en la ciudad francesa homónima, y en donde se comenzaría a rodar a partir de octubre de ese año. Aminthe Audiard, Samiel Kircher, Mélanie Thierry y Àlex Brendemühl fueron confirmados como los actores protagonistas del proyecto. El presupuesto de la película es de 686.349 euros, incluyendo 153.000 euros procedentes de las ayudas generales del ICAA.

## Lanzamiento y marketing
En diciembre de 2024, se anunció que Morlaix tendría su estreno mundial en el Festival Internacional de Cine de Róterdam el 31 de enero de 2025. Concidiendo con dicho anuncio, A Contracorriente Films programó el estreno de la película en cines españoles para el 14 de marzo de 2025.